# Linum elegans
Linum elegans là một loài thực vật có hoa trong họ Linaceae. Loài này được Spruner ex Boiss. mô tả khoa học đầu tiên năm 1854.